# Ørsted (Satellit)
Ørsted ist ein Erdbeobachtungssatellit. Es handelt sich um den ersten Satelliten Dänemarks. Er ist zum Stand 2021 noch in Betrieb. Der Hersteller Terma A/S betreibt den Satelliten zusammen mit dem Danish Meteorological Institute.
Der Satellit des Danmarks Meteorologiske Institut wurde am 23. Februar 1999 auf der Vandenberg Air Force Base gestartet, zusammen mit dem Satelliten ARGOS der US Air Force und dem südafrikanischen Mikrosatelliten SUNSAT. Ørsted war der Erste von einer geplanten Reihe von dänischen Nanosatelliten in einem nicht weitergeführten „Danish Small Satellite Programme“.
Ørsted diente der Vermessung des Erdmagnetfeldes und ist nach dem dänischen Physiker Hans Christian Ørsted (1777–1851) benannt, dem Entdecker des Elektromagnetismus.